# Platylabus monotonus
Platylabus monotonus là một loài tò vò trong họ Ichneumonidae.